# 国見駅 (高知県)
国見駅（くにみえき）は、高知県四万十市国見にある、土佐くろしお鉄道（TKT）宿毛線の駅である。駅番号はTK42。

## 歴史
- 1997年（平成9年）10月1日：土佐くろしお鉄道宿毛線開通時に開設[1][2]。

## 駅構造
築堤上に単式ホーム1面1線を有する地上駅。
無人駅。ホームへは駅前から階段を登る。

## 利用状況
近年の1日平均乗降人員の推移は以下の通り。
| 乗降人員推移 | 乗降人員推移 |
| 年度         | 1日平均人数  |
| ------------ | ------------ |
| 2011年       | 9            |
| 2012年       | 2            |
| 2013年       | 2            |
| 2014年       | 3            |
| 2015年       | 4            |
| 2016年       | 2            |
| 2017年       | 3            |
| 2018年       | 12           |
| 2019年       | 11           |

## 駅周辺
- 東中筋郵便局
- 四万十市立東中筋中学校
- 四万十市立東中筋小学校
- 中筋川
- 国道56号

## バス路線
| 系統           | 主要経由地             | 行先   | 運行会社       | 備考       |
| -------------- | ---------------------- | ------ | -------------- | ---------- |
|                | けんみん病院、平田駅   | 宿毛駅 | 高知西南交通   |            |
| 江ノ村・森沢線 |                        | 江ノ村 | 四万十市営バス | 火・金運行 |
|                | 馬越東、四万十市役所前 | 中村駅 | 高知西南交通   |            |
| 江ノ村・森沢線 | 森沢、市役所玄関前     | 中村駅 | 四万十市営バス | 火・金運行 |

## 隣の駅
土佐くろしお鉄道
■宿毛線
具同駅 (TK41) - 国見駅 (TK42) - 有岡駅 (TK43)